# 정음체
정음체는 서울시스템주식회사와 남북폰트디자인교류연구원과 조선민주주의인민공화국 삼천리총회사에서 제작한 공개 글꼴이다. 이 서체의 특징은 대한민국에서 만든 신명조체와 함께, 북조선에서 자주 사용되는 청봉체의 개성적인 부분을 모두 가지고 있는 것이다.